# 巴扬阿
巴扬阿（？—1876年），字玉农，清朝将领。齐齐哈尔达斡尔人。
咸丰二年（1852年），以协领引见，率黑龙江兵南下征讨太平天国。咸丰四年（1854年），赏花翎。咸丰五年（1855年），加副都统衔，补呼兰城守尉。咸丰六年（1856年），攻打汉阳府，晋升为副都统，赐号依勒固尔巴图鲁。咸丰七年（1857年），升任镶红旗汉军副都统，署荆州左翼副都统。同治四年（1865年），晋升为荆州将军，整顿军营，重视教育。光绪二年（1876年），在任上去世，谥威。